# Ringer-Weltmeisterschaften 1965
Die Ringer-Weltmeisterschaften 1965 fanden nach Stilart getrennt an unterschiedlichen Orten statt. Dabei wurden die Ringer in jeweils acht Gewichtsklassen unterteilt.

## Griechisch-römisch
Die Wettkämpfe im griechisch-römischen Stil fanden vom 6. bis zum 8. Juni 1965 in Tampere statt. Die Ringer der Sowjetunion waren dominant und gewannen sieben von acht möglichen Goldmedaillen. Einzig Amari Egadse konnte sich mit einem 14. Platz in der Gewichtsklasse -57 kg nicht auf den Medaillenrängen platzieren.

### Medaillengewinner
| Klasse | Gold              | Silber               | Bronze             |
| ------ | ----------------- | -------------------- | ------------------ |
| -52 kg | Sergei Rybalko    | Rolf Lacour          | Angel Keresow      |
| -57 kg | Ion Cernea        | Fritz Stange         | Bernard Knitter    |
| -63 kg | Juri Grigorjew    | Martti Laakso        | Lothar Schneider   |
| -70 kg | Gennadi Sapunow   | Stevan Horvat        | Eero Tapio         |
| -78 kg | Anatoli Kolessow  | Kiril Petkow Todorow | Sırrı Acar         |
| -87 kg | Rimantas Bagdonas | Bolesław Mackiewicz  | Jiří Kormaník      |
| -97 kg | Waleri Anissimow  | Ferenc Kiss          | Czesław Kwieciński |
| +97 kg | Nikolai Schmakow  | István Kozma         | Petr Kment         |

### Medaillenspiegel
| Rang | Land                            | Gold | Silber | Bronze |
| ---- | ------------------------------- | ---- | ------ | ------ |
| 1    | Sowjetunion                     | 7    | 0      | 0      |
| 2    | Rumänien                        | 1    | 0      | 0      |
| 3    | BR Deutschland                  | 0    | 2      | 0      |
|      | Ungarn                          | 0    | 2      | 0      |
| 5    | Polen                           | 0    | 1      | 2      |
| 6    | Bulgarien                       | 0    | 1      | 1      |
|      | Finnland                        | 0    | 1      | 1      |
| 8    | Jugoslawien                     | 0    | 1      | 0      |
| 9    | Türkei                          | 0    | 0      | 2      |
| 10   | Deutsche Demokratische Republik | 0    | 0      | 1      |
|      | Tschechoslowakei                | 0    | 0      | 1      |

## Freistil
Die Wettkämpfe im freien Stil fanden vom 1. bis zum 3. Juni 1965 in Manchester statt.

### Medaillengewinner
| Klasse | Gold                      | Silber                   | Bronze              |
| ------ | ------------------------- | ------------------------ | ------------------- |
| -52 kg | Yoshikatsu Yoshida        | Baju Baew                | László Ölveti       |
| -57 kg | Tomiaki Fukuda            | Mohammad Farrokhian      | Karl Dodrimont      |
| -63 kg | Mohammad Ebrahim Seifpour | Stancho Kolew Iwanow     | Takeo Morita        |
| -70 kg | Abdollah Movahed          | Mahmut Atalay            | Sarbeg Beriaschwili |
| -78 kg | Guliko Sagaradse          | Mohammad-Ali Sanatkaran  | Yasuo Watanabe      |
| -87 kg | Mansour Mehdizadeh        | Francisc Balla           | Prodan Gardschew    |
| -97 kg | Ahmet Ayık                | Alexander Medwed         | Said Mustafow       |
| +97 kg | Alexander Iwanizki        | Ljutwi Dschiber Achmedow | Larry Kristoff      |

### Medaillenspiegel
| Rang | Land               | Gold | Silber | Bronze |
| ---- | ------------------ | ---- | ------ | ------ |
| 1    | Iran               | 3    | 2      | 0      |
| 2    | Sowjetunion        | 2    | 1      | 1      |
| 3    | Japan              | 2    | 0      | 2      |
| 4    | Türkei             | 1    | 1      | 0      |
| 5    | Bulgarien          | 0    | 3      | 2      |
| 6    | Rumänien           | 0    | 1      | 0      |
| 7    | BR Deutschland     | 0    | 0      | 1      |
|      | Ungarn             | 0    | 0      | 1      |
|      | Vereinigte Staaten | 0    | 0      | 1      |